# Vicente López Puigcerver
Vicente López Puigcerver (València, 15 d'agost de 1844 - Madrid, 21 de març de 1911) fou un militar i polític espanyol, germà de Joaquín López Puigcerver.
Ingressà a l'exèrcit el 1861 i gràcies a la seva intervenció a Despeñaperros i a la batalla de Montejurra fou promogut a comandant, posteriorment coronel i general de brigada el 1905. El 1881 fou nomenat director general de l'Instituto Geogràfico y Estadístico i jurat de la Comissió Internacional de Ciències Geodèsiques. Fou elegit diputat pel Partit Conservador pel districte de Roquetes a les eleccions generals espanyoles de 1893, 1898, 1899, 1901, 1903 i 1905.